# BET Award para Atleta Feminina do Ano
O BET Award para Atleta Feminina do Ano (do original em inglês, BET Award for Sportswoman of the Year) é uma das atuais categorias do BET Awards, premiação estabelecida em 2001 para reconhecer destaques do mercado fonográfico e de entretenimento afro-americano. Esta categoria foi apresentada originalmente junto com a estreia da premiação na edição de 2001 e destina-se a premiar atletas do sexo feminino individualmente cuja performance tenha sido de destaque ou inspiradora durante o ano anterior à cada edição específica.
A tenista estadunidense Serena Williams foi a primeira vencedora da categoria em 2001 e, após suas subsequentes 15 vitórias e 22 indicações nos anos seguintes, tornou-se o nome mais recorrente deste prêmio. Williams venceu o prêmio durante sete anos consecutivos até ser superada pela basquetebolista Candace Parker na edição de 2008 e voltou a vencer por mais 4 anos consecutivos até ser superada pela ginasta olímpica Gabrielle Douglas em 2013.

## Vencedores e indicados

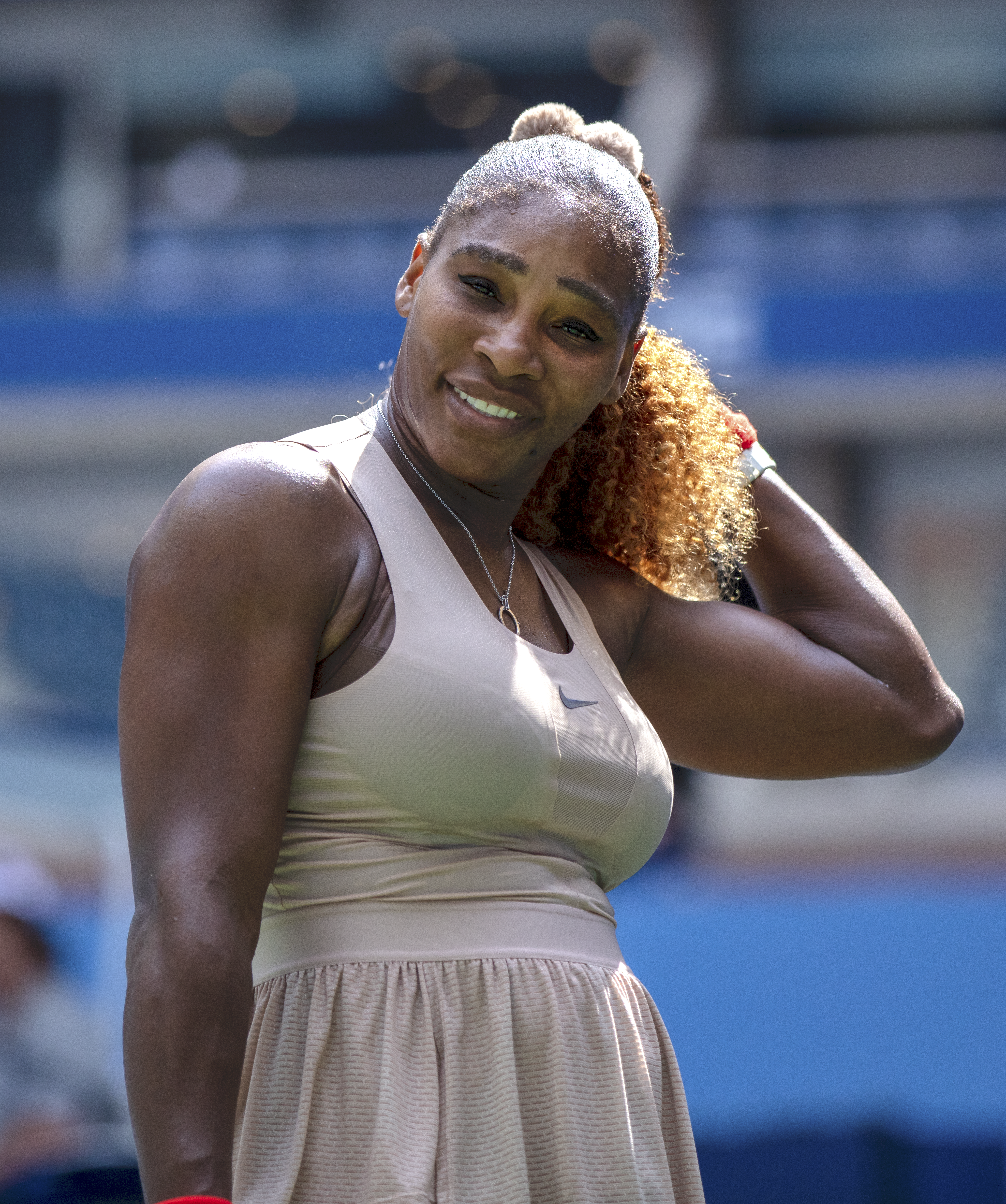
Serena Williams, a maior vencedora da categoria com 16 prêmios.

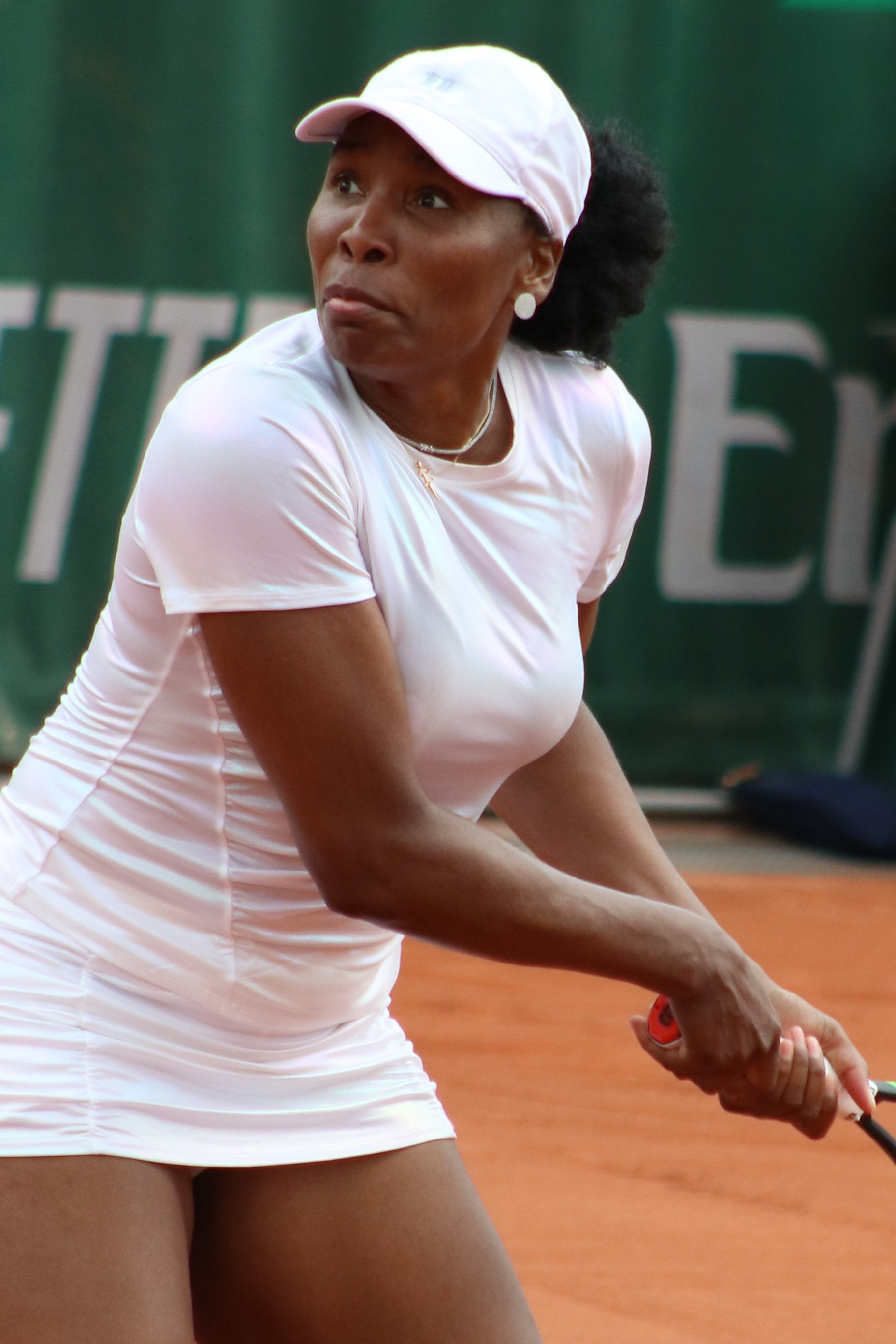
Venus Williams possui 16 indicações e 1 vitória em 2006.

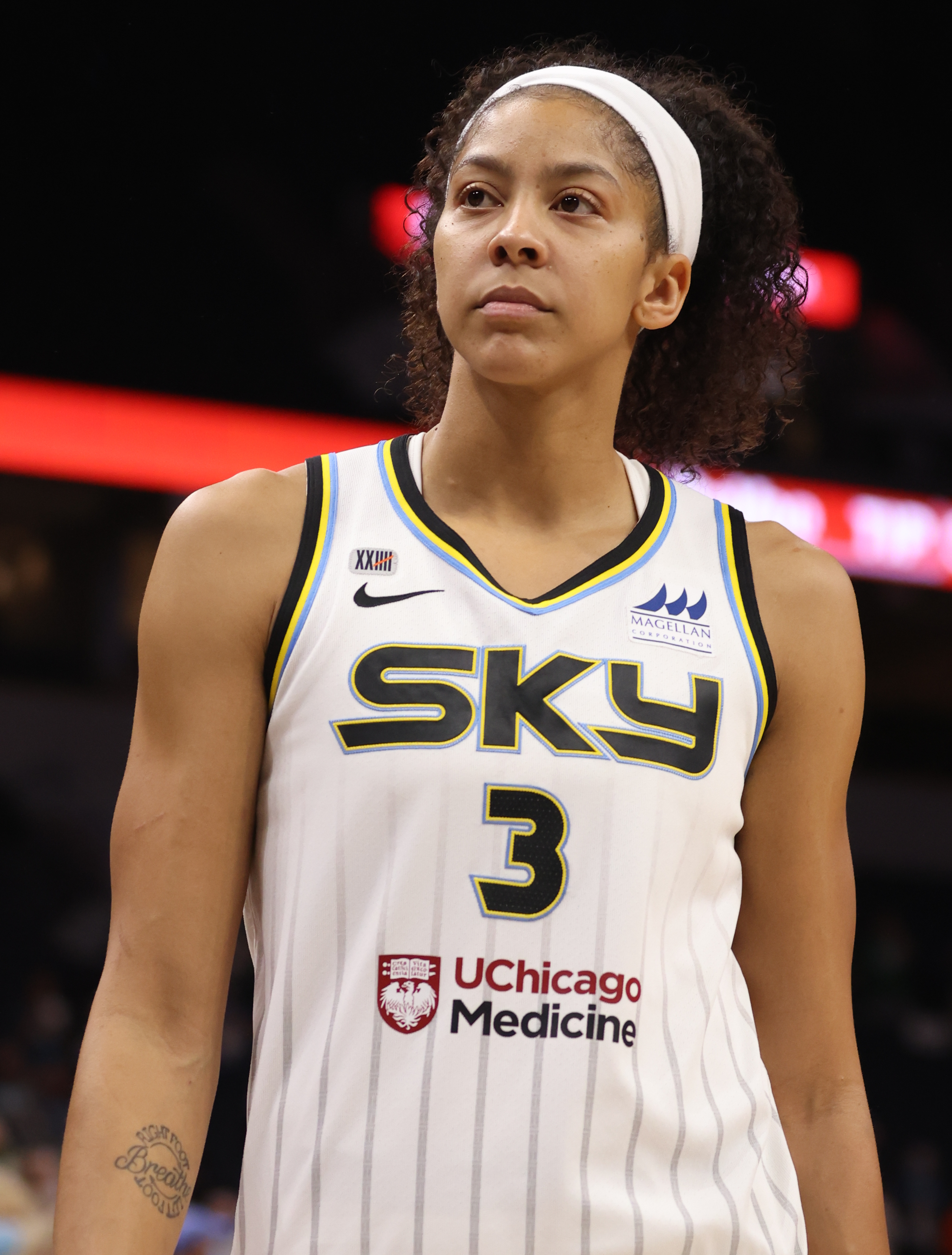
Candace Parker, vencedora em 2008 e indicada outras 10 vezes.

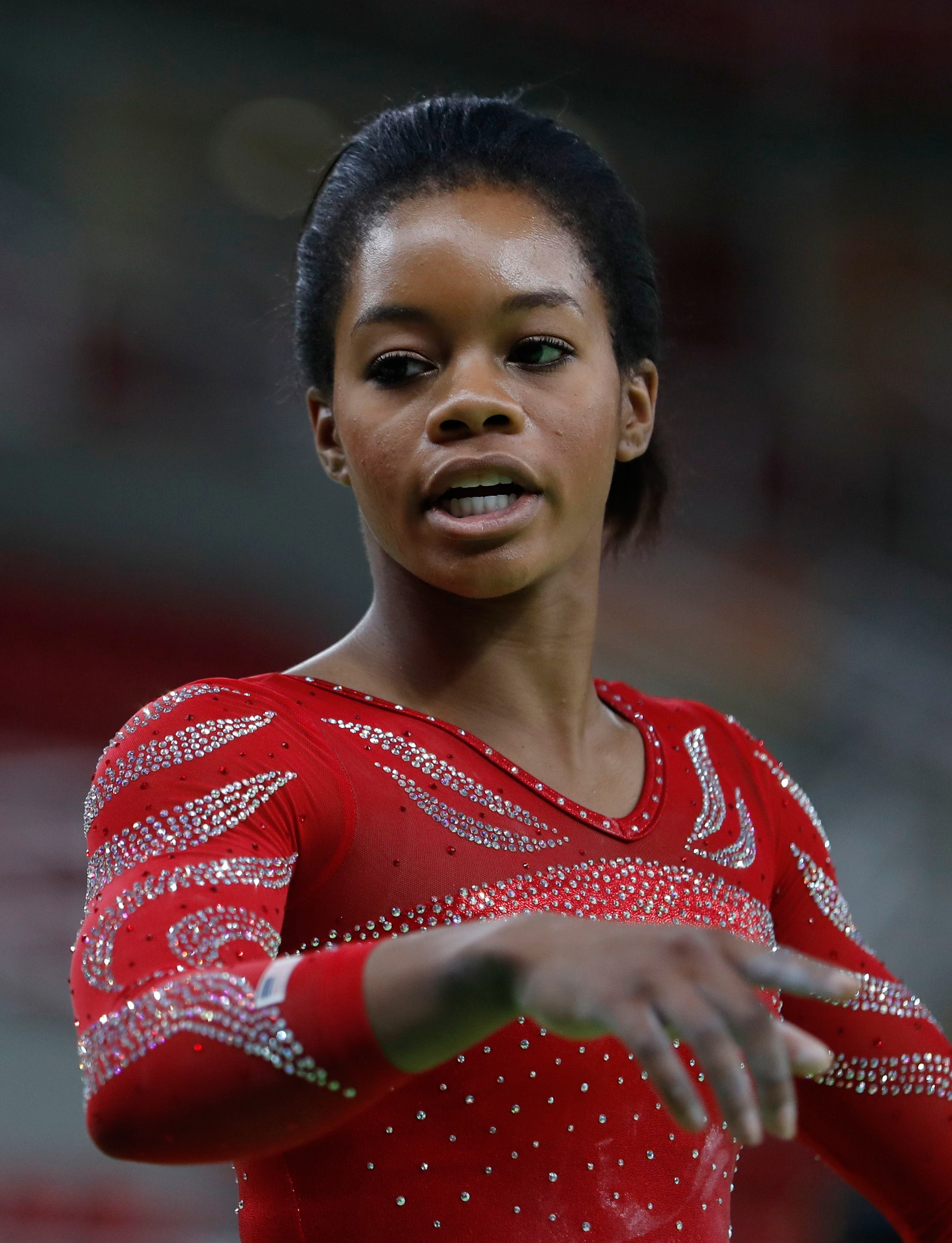
Gabrielle Douglas, vencedora em 2013 e indicada em 2016 e 2017.

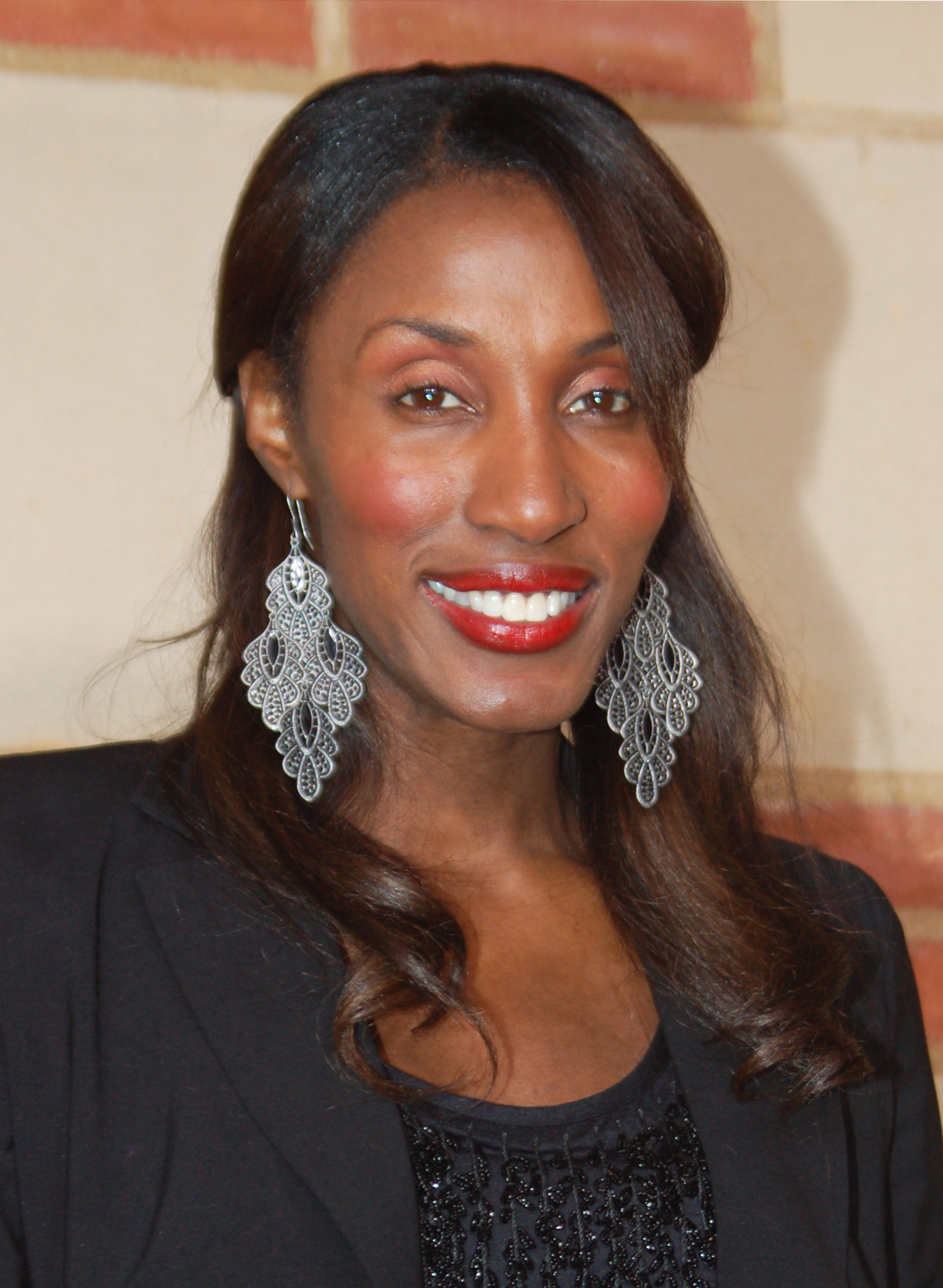
Lisa Leslie possui 7 indicações nesta categoria.

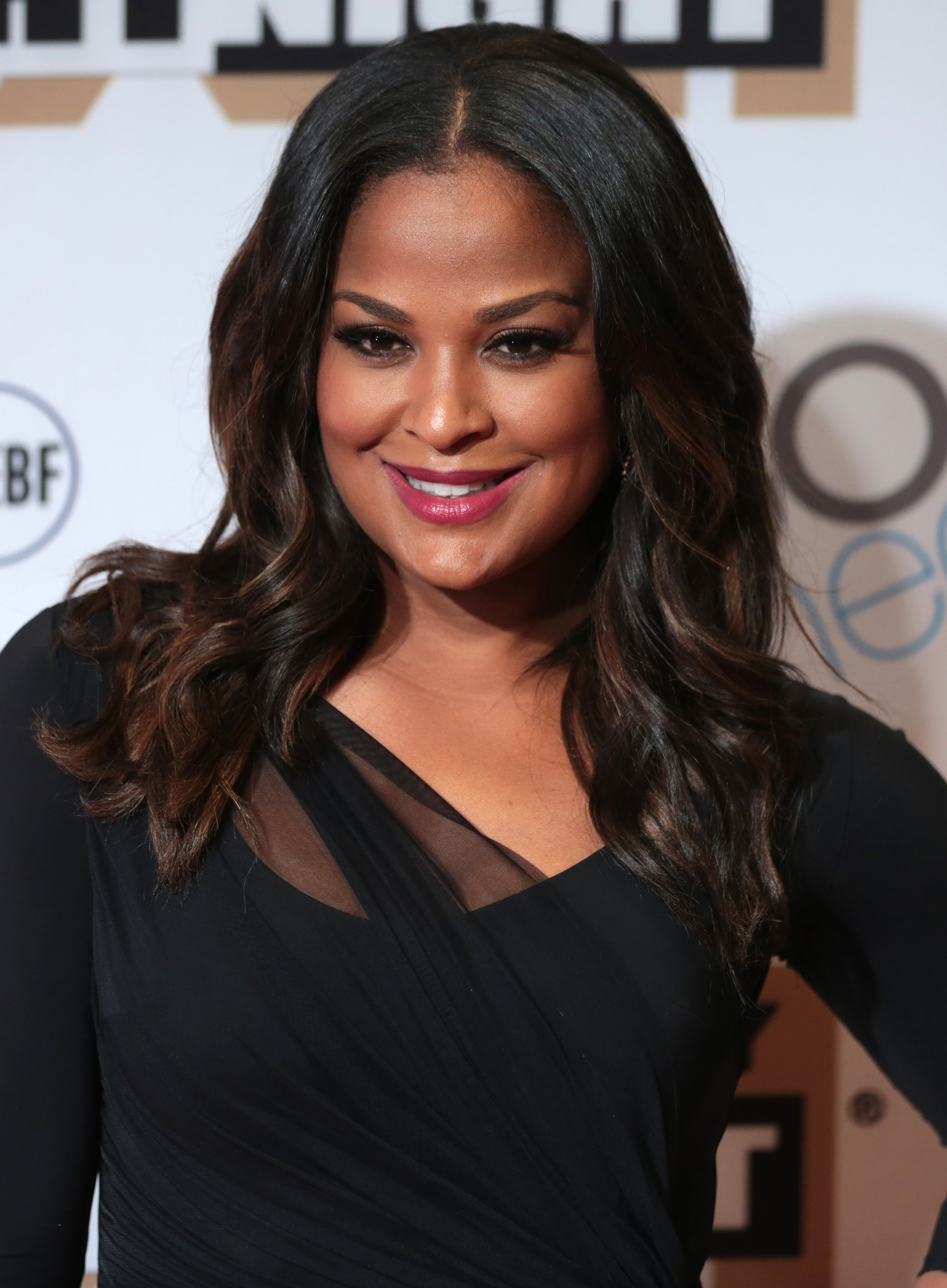
A pugilista Laila Ali, indicada consecutivamente de 2001 a 2005.

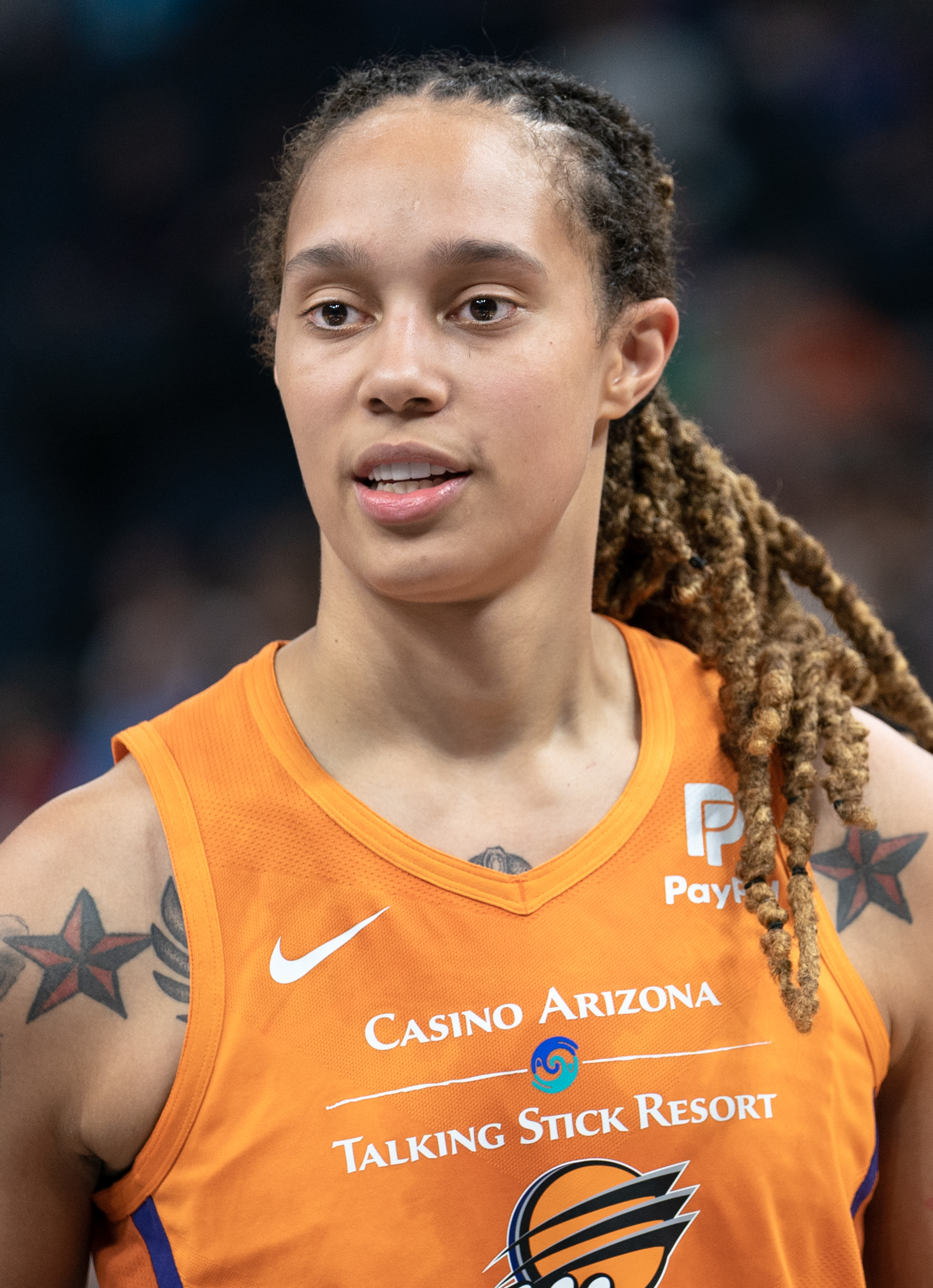
Brittney Griner, indicada consecutivamente de 2012 a 2015.

| Ano  | Vencedora         | Esporte     | Indicada(s)                                                                                             | Ref.          |
| ---- | ----------------- | ----------- | --- | ------------- |
| 2001 | Serena Williams   | Ténis       | - Laila Ali - Lisa Leslie - Venus Williams                                                              | [ 5 ]         |
| 2002 | Serena Williams   | Ténis       | - Laila Ali - Lisa Leslie - Vonetta Flowers - Venus Williams                                            | [ 6 ]         |
| 2003 | Serena Williams   | Ténis       | - Laila Ali - Lisa Leslie - Sheryl Swoopes - Venus Williams                                             | [ 7 ]         |
| 2004 | Serena Williams   | Ténis       | - Laila Ali - Cheryl Ford - Lisa Leslie - Venus Williams                                                | [ 8 ]         |
| 2005 | Serena Williams   | Ténis       | - Laila Ali - Gail Devers - Lisa Leslie - Venus Williams                                                | [ 9 ] [ 10 ]  |
| 2006 | Venus Williams    | Ténis       | - Chamique Holdsclaw - Lisa Leslie - Sheryl Swoopes - Serena Williams                                   | [ 11 ]        |
| 2007 | Serena Williams   | Ténis       | - Swin Cash - Tamika Catchings - Gail Devers - Lisa Leslie                                              | [ 12 ]        |
| 2008 | Candace Parker    | Basquetebol | - Tamika Catchings - Cheryl Ford - Serena Williams - Venus Williams                                     | [ 13 ] [ 14 ] |
| 2009 | Serena Williams   | Ténis       | - Tamika Catchings - Lisa Leslie - Candace Parker - Venus Williams                                      | [ 15 ]        |
| 2010 | Serena Williams   | Ténis       | - Tamika Catchings - Vanessa James - Candace Parker - Venus Williams                                    | [ 16 ]        |
| 2011 | Serena Williams   | Ténis       | - Tamika Catchings - Candice Dupree - Maya Moore - Venus Williams                                       | [ 17 ]        |
| 2012 | Serena Williams   | Ténis       | - Skylar Diggins-Smith - Brittney Griner - Candace Parker - Venus Williams                              | [ 18 ]        |
| 2013 | Gabrielle Douglas | Ginástica   | - Serena Williams - Brittney Griner - Candace Parker - Serena Williams - Venus Williams                 | [ 4 ] [ 19 ]  |
| 2014 | Serena Williams   | Ténis       | - Skylar Diggins-Smith - Brittney Griner - Lolo Jones - Venus Williams                                  |               |
| 2015 | Serena Williams   | Ténis       | - Skylar Diggins-Smith - Brittney Griner - Candace Parker - Venus Williams                              |               |
| 2016 | Serena Williams   | Ténis       | - Skylar Diggins-Smith - Gabrielle Douglas - Venus Williams - Cheyenne Woods                            |               |
| 2017 | Serena Williams   | Ténis       | - Simone Biles - Skylar Diggins-Smith - Gabrielle Douglas - Venus Williams                              |               |
| 2018 | Serena Williams   | Ténis       | - Elana Meyers Taylor - Candace Parker - Skylar Diggins-Smith - Venus Williams                          |               |
| 2019 | Serena Williams   | Ténis       | - Allyson Felix - Candace Parker - Naomi Osaka - Simone Biles                                           |               |
| 2020 | Simone Biles      | Ginástica   | - Ajeé Wilson - Claressa Shields - Coco Gauff - Naomi Osaka - Serena Williams                           |               |
| 2021 | Naomi Osaka       | Ténis       | - A'ja Wilson - Candace Parker - Claressa Shields - Serena Williams - Skylar Diggins-Smith              | [ 20 ] [ 21 ] |
| 2022 | Naomi Osaka       | Ténis       | - Brittney Griner - Candace Parker - Serena Williams - Sha'Carri Richardson - Simone Biles              | [ 22 ]        |
| 2023 | Angel Reese       | Basquetebol | - Alexis Morris - Allyson Felix - Candace Parker - Naomi Osaka - Serena Williams - Sha'Carri Richardson | [ 23 ]        |